# Taxa de contraste
A taxa de contraste (ou ainda razão de contraste ou relação de contraste) é uma propriedade de um sistema de visualização, definida como a razão entre a luminância da cor mais clara (branco) e a luminância da cor mais escura (preto) que o sistema é capaz de produzir. Uma taxa de contraste alta é uma característica desejável de qualquer sistema. Ela possui semelhanças com o intervalo dinâmico.
Não existe uma forma oficial, padronizada, de medir a taxa de contraste de um sistema ou de suas partes, nem há um padrão para a definição da "taxa de contraste" que seja aceito por alguma organização de padrões. Consequentemente, as classificações fornecidas por diferentes fabricantes de dispositivos de visualização não são necessariamente comparáveis umas às outras devido às diferenças nos métodos de comparação, operação, e variáveis não declaradas. Tradicionalmente os fabricantes têm favorecido medidas que isolem o dispositivo do sistema, enquanto outros designers frequentemente têm levado em conta o efeito da sala. Uma sala ideal absorveria toda a luz que fosse refletida de uma tela de projeção ou de um CRT, e a única luz vista na sala viria do dispositivo de visualização. Em uma sala como esta, a taxa de contraste da imagem seria a mesma que a da tela. Salas reais refletem parte da luz em direção à imagem apresentada, reduzindo a razão de contraste vista na imagem.
A taxa de contraste estática é a razão de luminosidade ao comparar as cores mais clara e mais escura que o sistema é capaz de produzir simultaneamente em qualquer instante do tempo, enquanto que a taxa de contraste dinâmica é a razão de luminosidade ao comparar as cores mais clara e mais escura que o sistema é capaz de produzir ao longo do tempo (enquanto as imagens estão se movendo). A passagem de um sistema que exibe uma imagem estática sem movimento para um sistema que mostra imagens que mudam com o tempo complica um pouco a definição da taxa de contraste, devido à necessidade de levar em conta a dimensão temporal extra no processo de medição.